# Madaim Salé

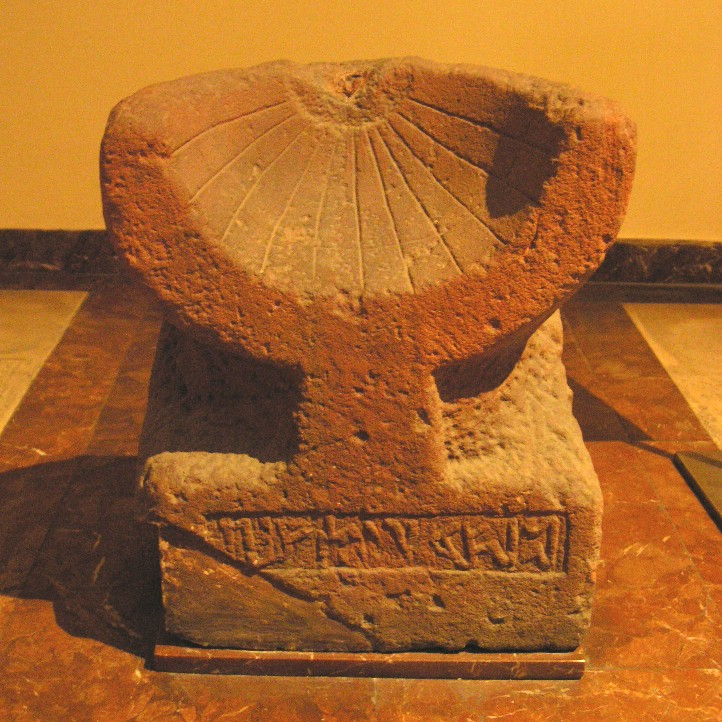
Provável Relógio do Sol, esculpido em rocha de arenito com inscrições e símbolos em aramaico datadas do século I a.C., descobertas no sítio arqueológico de Madaim Salé

O Sítio Arqueológico de al-Hijr ou Madaim Salé (em árabe: مدائن صالح ; romaniz.: madāʼin Ṣāliḥ, "Cidades de Salé"), também denominada al-Hijr ("lugar da rocha"), é uma antiga cidade localizada a norte de Hejaz, Arábia Saudita, a 22 quilômetros da cidade de al-Ula. Localiza-se a cerca de 320 quilômetros de Petra, na Jordânia, sendo que as duas localidades, no seu conjunto, representam um testemunho histórico da arquitetura dos povos da região, notadamente os nabateus.
Na Antiguidade, a região era habitada pelos povos tamudis e nabateus, sendo denominada como Hegra. Inscrições e gravações encontradas em vários desses monumentais tumulares datam do século II a.C. e a sequência de construção deles se estende até o século I d.C., todos construídos pela civilização nabateia que habitava a região nesse período. Outros elementos arquitetônicos encontrados, posteriores, datam do período das civilizações tamudi e liã.
Em 2008 o Comitê do Patrimônio Mundial em sua trigésima segunda de sessão homologou a inscrição e declarou o Sítio Arqueológico de al-Hijr como Patrimônio Mundial, tornando-se a primeira localidade na Arábia Saudita a integrar a Lista do Patrimônio Mundial da UNESCO.

## Turismo
Madaim Salé é considerada como o mais significativo e importante, após Petra, dos registros, culturais e arquitetônicos do povo nabateu. Pesquisas revelaram 131 túmulos, esculpidos e talhados nas rochas, que estendem-se por uma área de 16 km² com cisternas, muralhas, torres, e inúmeras esculturas e representações artísticas.